# Anchizaury (rodzina)
Anchizaury (Anchisauridae) – rodzina dinozaurów z grupy zauropodomorfów. Żyły we wczesnej jurze na terenach Ameryki Północnej. Początkowo zaliczano je do infrarzędu prozauropodów; późniejsze analizy kladystyczne wykazały, że były one bliżej spokrewnione z zauropodami niż z plateozaurem. Yates i Kitching (2003) zaliczyli nawet anchizaura do zauropodów. Jednak w później publikacji Yates (2007) zaproponował nową definicję filogenetyczną zauropodów (najszerszy klad obejmujący Saltasaurus loricatus, ale nie obejmujący Melanorosaurus readi); przeprowadzona przez autora analiza kladystyczna wykazała, że anchizaur nie należał do tak definiowanych zauropodów.
Rodzaje anchizaurów: anchizaur, ammozaur